# Alexandre-Nicolas Le Moine
Alexandre-Nicolas Le Moine est un homme politique français né le 23 octobre 1736 à Paris et décédé le 29 janvier 1816 à Paris.

## Biographie
Orfèvre à Paris, il est député du tiers état aux États généraux de 1789 pour la ville de Paris. Il devient juge au tribunal de commerce sous le Premier Empire et premier adjoint au maire du XIe arrondissement.

## Sources
- « Alexandre-Nicolas Le Moine », dans Adolphe Robert et Gaston Cougny, Dictionnaire des parlementaires français, Edgar Bourloton, 1889-1891 [détail de l’édition]